# Tzépacab Segunda Sección Tzapicté
Tzépacab Segunda Sección Tzapicté är en ort i Mexiko.   Den ligger i kommunen Tancanhuitz och delstaten San Luis Potosí, i den centrala delen av landet, 240 km norr om huvudstaden Mexico City. Tzépacab Segunda Sección Tzapicté ligger 243 meter över havet och antalet invånare är 253.
Terrängen runt Tzépacab Segunda Sección Tzapicté är lite kuperad, och sluttar österut. Runt Tzépacab Segunda Sección Tzapicté är det ganska tätbefolkat, med 124 invånare per kvadratkilometer. Närmaste större samhälle är Villa Terrazas, 15,6 km söder om Tzépacab Segunda Sección Tzapicté. I omgivningarna runt Tzépacab Segunda Sección Tzapicté växer huvudsakligen savannskog.